# Rainbow Valley (Australien)

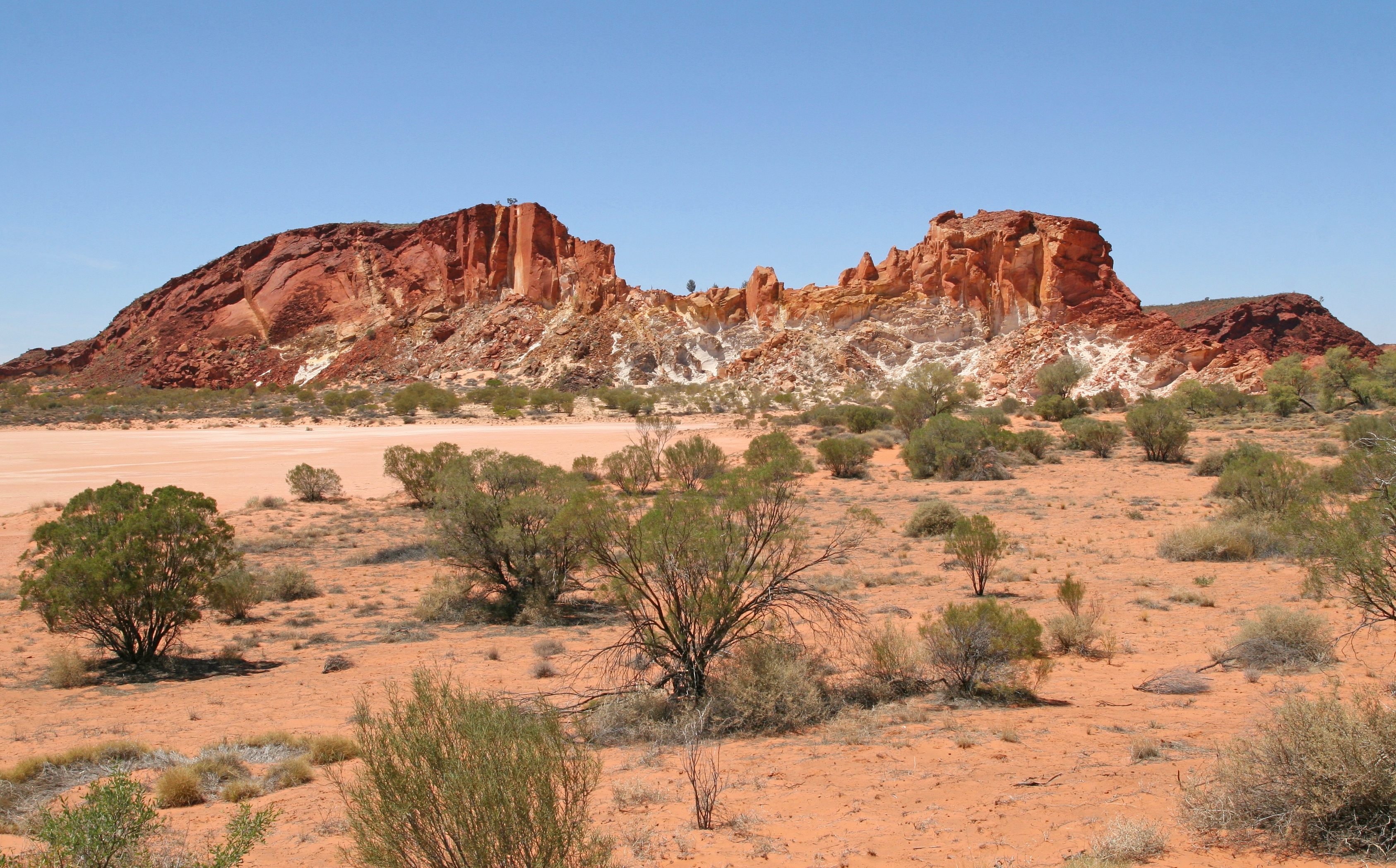
Sandsteinklippen und -felsen im Rainbow Valley

Das Rainbow Valley ist ein Tal in Australien und liegt circa 76 Kilometer südlich von Alice Springs. Das Tal liegt mitten im Outback und ist nur über unbefestigte Straßen vom Stuart Highway zu erreichen. Es ist bekannt aufgrund seiner farbigen Felsformationen. Durch Verwitterung des eisenhaltigen Sandsteins entstanden Felsbänder von weiß bis dunkelrot. Vor allem bei Sonnenaufgang und Sonnenuntergang erscheinen diese Felsbänder in vielen Farbschattierungen, die dem Tal den Namen „Regenbogental“ gaben. Nördlich der Felsen befindet sich ein kleiner, periodisch wasserführender See, der für zusätzliche Kontraste sorgt. Wegen dieser natürlichen Schönheit ist das Rainbow Valley in einem 3,6 km mal 2,2 km großen Conservation Reserve (Landschaftsschutzgebiet) unter Verwaltung des Parks and Wildlife Service des Northern Territory.
Im Rainbow Valley liegt außerdem ein für Aborigines heiliger Ort namens "Ewerre". Die Bedeutung dieses Bereichs ist zwar nicht überliefert, jedoch wünschen sich die ursprünglichen Eigentümer, das dort die Felsen und Steine nicht bewegt werden.